# Saturday (Twenty One Pilots)
Saturday è un singolo del duo musicale statunitense Twenty One Pilots, pubblicato il 18 maggio 2021 come terzo estratto dal sesto album in studio Scaled and Icy.

## Descrizione
Il brano, come il resto dell'album, è stato scritto e prodotto da Tyler Joseph durante l'isolamento dovuto alla pandemia di COVID-19, il quale ha descritto il testo e le sonorità del brano come un modo di evadere la triste realtà della quarantena. La registrazione è avvenuta attraverso sessioni virtuali tra Joseph e il batterista del duo Josh Dun.
La pubblicazione del singolo è avvenuta a sorpresa a soli tre giorni dalla distribuzione dell'album e in contemporanea ne è stato pubblicato su YouTube il lyric video.

## Tracce
Testi e musiche di Tyler Joseph.
1. Saturday – 2:52

## Classifiche
| Classifica (2021)                 | Posizione massima |
| --------------------------------- | ----------------- |
| Regno Unito                       | 97                |
| Repubblica Ceca                   | 81                |
| Stati Uniti (alternative airplay) | 1                 |
| Stati Uniti (rock & alternative)  | 10                |